# Canadian Premier League 2021
La Canadian Premier League 2021 fue la tercera edición de la Canadian Premier League, la primera división del fútbol de Canadá. 
Forge FC fue el campeón defensor luego de derrotar a HFX Wanderers FC por el marcador de 2:0 en la final.
Se planeó que la temporada comenzara el 22 de mayo, el fin de semana del Día de la Victoria, pendiente de la aprobación de las autoridades gubernamentales y del estado de la pandemia de covid-19 en Canadá. Sin embargo, el 14 de mayo se anunció que el inicio se retrasaría hasta mediados de junio o principios de julio.
El 5 de junio se anunció que la Canadian Premier League 2021 comenzaría el 26 de junio.
Los primeros partidos fueron realizados en el IG Field, en Winnipeg, capital de la provincia de Manitoba. Después, los equipos volvieron a jugar en sus estadios.
La cantidad de tiempo de juego que los equipos deben dar a los jugadores de 21 años o menos aumentará de 1000 a 1500 minutos para esta temporada.
La temporada culminó el 5 de diciembre en el Tim Hortons Field.
El Pacific FC conquistó su primer título de su historia derrotando 1:0 al Forge FC.

## Sistema de disputa
Entre el 26 de junio y 24 de julio, los equipos jugaron sus primeros 8 juegos en IG Field, en Winnipeg, Manitoba. Luego de eso, cada club disputaron 20 partidos y todos los encuentros fueron en los estadios de los equipos. Cada equipo jugaron 28 partidos en total.
Los primeros cuatro mejores equipos accedieron a los playoffs, todos fueron a partido único. El primero de la tabla jugó con el club del cuarto lugar, mientras que el segundo de la tabla disputó con el equipo del tercer lugar. Los ganadores de cada encuentro clasificaron a la final y el campeón de la liga garantizó un cupo en la Liga Concacaf 2022.

## Equipos participantes
| Equipo          | Ciudad                       | Estadio            | Capacidad | Fundación | Títulos | Subtítulos | Proovedor | Patrocinador |
| --------------- | ---------------------------- | ------------------ | --------- | --------- | ------- | ---------- | --------- | ------------ |
| Atlético Ottawa | Ottawa, Ontario              | TD Place Stadium   | 24.000    | 2020      | —       | —          |           |              |
| Cavalry         | Calgary, Alberta             | ATCO Field         | 6.000     | 2018      | —       | 1          |           |              |
| Edmonton        | Edmonton, Alberta            | Clarke Stadium     | 5.100     | 2009      | —       | —          |           |              |
| Forge           | Hamilton, Ontario            | Tim Hortons Field  | 10.016    | 2017      | 2       | 1          |           |              |
| HFX Wanderers   | Halifax, Nueva Escocia       | Wanderers Grounds  | 6.200     | 2018      | —       | 1          |           |              |
| Pacific         | Langford, Columbia Británica | Westhills Stadium  | 6.500     | 2018      | 1       | —          |           |              |
| Valour          | Winnipeg, Manitoba           | IG Field           | 33.234    | 2017      | —       | —          |           |              |
| York United     | York, Ontario                | York Lions Stadium | 8.000     | 2018      | —       | —          |           |              |

### Equipos por Entidad Federativa
| Provincia          | N.º | Equipos                                   |
| ------------------ | --- | ----------------------------------------- |
| Ontario            | 3   | Atlético Ottawa, Forge FC, York United FC |
| Alberta            | 2   | Calvary FC, FC Edmonton                   |
| Columbia Británica | 1   | Pacific FC                                |
| Manitoba           | 1   | Valour FC                                 |
| Nueva Escocia      | 1   | HFX Wanderers FC                          |

## Clasificación regular
| Pos. | Equipo          | Pts. | PJ | G  | E  | P  | GF | GC | Dif. | Clasificación           |
| ---- | --------------- | ---- | -- | -- | -- | -- | -- | -- | ---- | ----------------------- |
| 1    | Forge FC        | 50   | 28 | 16 | 2  | 10 | 39 | 24 | +15  | Avanzan a los Play-offs |
| 2    | Cavalry FC      | 50   | 28 | 14 | 8  | 6  | 34 | 30 | +4   | Avanzan a los Play-offs |
| 3    | Pacific FC      | 45   | 28 | 13 | 6  | 9  | 47 | 34 | +13  | Avanzan a los Play-offs |
| 4    | York United FC  | 36   | 28 | 8  | 12 | 8  | 35 | 39 | −4   | Avanzan a los Play-offs |
| 5    | Valour FC       | 35   | 28 | 10 | 5  | 13 | 38 | 36 | +2   |                         |
| 6    | HFX Wanderers   | 35   | 28 | 8  | 11 | 9  | 27 | 34 | −7   |                         |
| 7    | FC Edmonton     | 28   | 28 | 6  | 10 | 12 | 34 | 41 | −7   |                         |
| 8    | Atlético Ottawa | 26   | 28 | 6  | 8  | 14 | 30 | 47 | −17  |                         |

 Fuente: Sitio oficial

## Fixture

### Temporada regular
- Los horarios entre las jornadas 1-8 corresponden al huso horario de Winnipeg (UTC-5).

| Edmonton | 0 - 1 | Atlético Ottawa | IG Field | 26 de junio | 13:00 |
| Pacific  | 2 - 0 | HFX Wanderers   | IG Field | 26 de junio | 16:00 |
| Forge    | 0 - 2 | Valour          | IG Field | 27 de junio | 13:00 |
| Cavalry  | 2 - 1 | York United     | IG Field | 27 de junio | 16:00 |

| Valour          | 2 - 0 | HFX Wanderers | IG Field | 30 de junio | 18:00 |
| Atlético Ottawa | 1 - 4 | Cavalry       | IG Field | 30 de junio | 21:00 |
| York United     | 2 - 2 | Pacific       | IG Field | 1 de julio  | 16:00 |
| Edmonton        | 2 - 0 | Forge         | IG Field | 1 de julio  | 19:00 |

| Cavalry  | 0 - 0 | HFX Wanderers   | IG Field | 3 de julio | 16:00 |
| Valour   | 2 - 0 | Atlético Ottawa | IG Field | 3 de julio | 19:00 |
| Forge    | 3 - 0 | Pacific         | IG Field | 4 de julio | 16:00 |
| Edmonton | 1 - 1 | York United     | IG Field | 4 de julio | 19:00 |

| Atlético Ottawa | 0 - 1 | Pacific | IG Field | 7 de julio | 18:00 |
| York United     | 2 - 1 | Valour  | IG Field | 7 de julio | 21:00 |
| Cavalry         | 0 - 2 | Forge   | IG Field | 8 de julio | 19:00 |

| HFX Wanderers | 2 - 1 | FC Edmonton     | IG Field | 10 de julio | 13:00 |
| Pacific       | 3 - 0 | York United     | IG Field | 10 de julio | 16:00 |
| Valour        | 1 - 0 | Forge           | IG Field | 11 de julio | 12:30 |
| Cavalry       | 0 - 2 | Atlético Ottawa | IG Field | 11 de julio | 20:00 |

| HFX Wanderers   | 0 - 0 | Pacific  | IG Field | 13 de julio | 19:00 |
| York United     | 0 - 0 | Cavalry  | IG Field | 14 de julio | 18:00 |
| Forge           | 1 - 0 | Edmonton | IG Field | 14 de julio | 21:00 |
| Atlético Ottawa | 0 - 1 | Valour   | IG Field | 15 de julio | 21:00 |

| HFX Wanderers   | 1 - 2 | Cavalry     | IG Field | 17 de julio | 13:00 |
| Pacific         | 1 - 2 | Forge       | IG Field | 17 de julio | 16:00 |
| Atlético Ottawa | 1 - 1 | FC Edmonton | IG Field | 18 de julio | 18:30 |
| Valour          | 3 - 0 | York United | IG Field | 18 de julio | 21:30 |

| Edmonton      | 1 - 0 | HFX Wanderers   | IG Field | 21 de julio | 18:00 |
| Pacific       | 4 - 2 | Atlético Ottawa | IG Field | 21 de julio | 21:00 |
| Forge         | 1 - 2 | Cavalry         | IG Field | 22 de julio | 19:00 |
| HFX Wanderers | 1 - 0 | Valour          | IG Field | 24 de julio | 13:00 |
| York United   | 1 - 0 | Edmonton        | IG Field | 24 de julio | 16:00 |

- Los horarios entre las jornadas 9-28 corresponden al huso horario EDT (UTC-4).

| York United | 0 - 1 | Forge   | York Lions Stadium | 30 de julio | 19:00 |
| Pacific     | 2 - 0 | Cavalry | Westhills          | 30 de julio | 21:30 |
| Edmonton    | 3 - 1 | Valour  | Clarke Stadium     | 31 de julio | 19:00 |

| HFX Wanderers | 2 - 1 | Atlético Ottawa | Wanderers Grounds | 2 de agosto | 14:00 |
| Cavalry       | 2 - 1 | Edmonton        | ATCO Field        | 3 de agosto | 21:00 |
| Forge         | 0 - 1 | York United     | Tim Hortons Field | 4 de agosto | 19:00 |
| Pacific       | 2 - 1 | Valour          | Westhills         | 4 de agosto | 21:30 |

| HFX Wanderers | 2 - 3 | York United     | Wanderers Grounds | 7 de agosto | 14:00 |
| Pacific       | 2 - 2 | FC Edmonton     | Westhills         | 7 de agosto | 18:30 |
| Forge         | 2 - 0 | Atlético Ottawa | Tim Hortons Field | 8 de agosto | 13:00 |
| Cavalry       | 1 - 0 | Valour          | ATCO Field        | 8 de agosto | 16:00 |

| Cavalry         | 0 - 0 | Pacific       | ATCO Field     | 11 de agosto | 21:00 |
| FC Edmonton     | 0 - 0 | Valour        | Clarke Stadium | 12 de agosto | 21:00 |
| Atlético Ottawa | 2 - 1 | HFX Wanderers | TD Place       | 14 de agosto | 15:00 |

| Valour          | 0 - 2 | Pacific       | IG Field          | 16 de agosto | 20:00 |
| Atlético Ottawa | 1 - 1 | York United   | TD Place          | 18 de agosto | 19:00 |
| Pacific         | 1 - 2 | Cavalry       | Westhills         | 20 de agosto | 21:30 |
| Forge           | 1 - 1 | HFX Wanderers | Tim Hortons Field | 22 de agosto | 16:00 |

| Valour      | 3 - 0 | Edmonton        | IG Field           | 24 de agosto | 20:00 |
| York United | 1 - 1 | HFX Wanderers   | York Lions Stadium | 25 de agosto | 18:00 |
| Forge       | 4 - 0 | Atlético Ottawa | Tim Hortons Field  | 25 de agosto | 20:00 |

| Forge           | 3 - 1 | York United   | Tim Hortons Field | 28 de agosto | 16:00 |
| Atlético Ottawa | 2 - 2 | HFX Wanderers | TD Place          | 29 de agosto | 13:30 |
| Cavalry         | 2 - 2 | Edmonton      | ATCO Field        | 29 de agosto | 16:00 |
| Pacific         | 3 - 2 | Valour        | Westhills         | 29 de agosto | 18:30 |

| Atlético Ottawa | 2 - 2 | York United | TD Place         | 1 de septiembre | 19:00 |
| Edmonton        | 0 - 1 | Cavalry     | Clarke Stadium   | 1 de septiembre | 21:00 |
| HFX Wanderers   | 2 - 0 | Forge       | Wanderers Ground | 3 de septiembre | 18:00 |
| Valour          | 0 - 1 | Cavalry     | IG Field         | 4 de septiembre | 16:00 |
| Edmonton        | 1 - 2 | Pacific     | Clarke Stadium   | 4 de septiembre | 21:00 |

| HFX Wanderers   | 3 - 3 | York United | Wanderers Ground | 6 de septiembre | 14:00 |
| Valour          | 0 - 3 | Edmonton    | IG Field         | 7 de septiembre | 20:00 |
| Atlético Ottawa | 0 - 1 | Forge       | TD Place         | 8 de septiembre | 19:00 |
| Pacific         | 3 - 1 | Cavalry     | Westhills        | 9 de septiembre | 22:00 |

| Atlético Ottawa | 1 - 2 | HFX Wanderers   | TD Place           | 11 de septiembre | 13:30 |
| Forge           | 0 - 2 | York United     | Tim Hortons Field  | 11 de septiembre | 16:00 |
| York United     | 2 - 0 | Atlético Ottawa | York Lions Stadium | 14 de septiembre | 19:30 |
| Edmonton        | 1 - 1 | Pacific         | Clarke Stadium     | 14 de septiembre | 19:30 |

| York United | 0 - 0 | HFX Wanderers   | York Lions Stadium | 18 de septiembre | 14:00 |
| Valour      | 1 - 1 | Cavalry         | IG Field           | 18 de septiembre | 16:00 |
| Pacific     | 1 - 1 | Atlético Ottawa | Westhills          | 19 de septiembre | 17:00 |

| HFX Wanderers   | 1 - 0 | Edmonton | Wanderers Ground   | 25 de septiembre | 14:00 |
| Atlético Ottawa | 3 - 1 | Cavalry  | TD Place           | 25 de septiembre | 16:30 |
| Forge           | 2 - 1 | Pacific  | Tim Hortons Field  | 25 de septiembre | 19:00 |
| York United     | 2 - 1 | Valour   | York Lions Stadium | 26 de septiembre | 14:00 |

| HFX Wanderers | 2 - 1 | Atlético Ottawa | Wanderers Ground | 29 de septiembre | 17:30 |
| Valour        | 1 - 3 | Pacific         | IG Field         | 29 de septiembre | 18:45 |
| Edmonton      | 2 - 3 | Cavalry         | Clarke Stadium   | 29 de septiembre | 20:00 |

| Valour          | 1 - 1 | Edmonton      | IG Field           | 2 de octubre | 15:00 |
| York United     | 2 - 2 | HFX Wanderers | York Lions Stadium | 3 de octubre | 13:00 |
| Atlético Ottawa | 0 - 3 | Forge         | TD Place           | 3 de octubre | 15:30 |

| Valour        | 0 - 0 | Cavalry | IG Field         | 5 de octubre | 20:00 |
| HFX Wanderers | 0 - 1 | Forge   | Wanderers Ground | 6 de octubre | 18:00 |
| Edmonton      | 2 - 1 | Pacific | Clarke Stadium   | 6 de octubre | 21:00 |

| York United   | 1 - 1 | Atlético Ottawa | York Lions Stadium | 8 de octubre  | 19:30 |
| Cavalry       | 1 - 1 | Edmonton        | ATCO Field         | 9 de octubre  | 16:00 |
| HFX Wanderers | 1 - 0 | Pacific         | Wanderers Ground   | 11 de octubre | 13:00 |
| Valour        | 3 - 1 | Forge           | IG Field           | 11 de octubre | 15:00 |
| Edmonton      | 3 - 4 | Atlético Ottawa | Clarke Stadium     | 12 de octubre | 21:00 |

| Cavalry     | 2 - 1 | York United     | ATCO Field         | 14 de octubre | 21:00 |
| Forge       | 2 - 0 | Atlético Ottawa | Tim Hortons Field  | 16 de octubre | 15:30 |
| Pacific     | 3 - 2 | Valour          | Westhills          | 16 de octubre | 18:00 |
| York United | 1 - 1 | Edmonton        | York Lions Stadium | 17 de octubre | 14:00 |
| Cavalry     | 0 - 0 | HFX Wanderers   | ATCO Field         | 17 de octubre | 16:00 |

| Atlético Ottawa | 2 - 0 | Valour        | TD Place          | 20 de octubre | 19:00 |
| Cavalry         | 2 - 1 | Pacific       | ATCO Field        | 21 de octubre | 21:00 |
| HFX Wanderers   | 0 - 0 | Forge         | Wanderers Grounds | 23 de octubre | 14:00 |
| Atlético Ottawa | 1 - 1 | York United   | TD Place          | 24 de octubre | 14:00 |
| Valour          | 3 - 0 | HFX Wanderers | IG Field          | 26 de octubre | 20:30 |
| Pacific         | 5 - 1 | Edmonton      | Westhills         | 26 de octubre | 22:30 |

| Forge       | 4 - 1 | HFX Wanderers | Tim Hortons Field  | 30 de octubre  | 13:00 |
| Cavalry     | 2 - 4 | Valour        | ATCO Field         | 30 de octubre  | 13:30 |
| Pacific     | 1 - 2 | York United   | Westhills          | 30 de octubre  | 15:00 |
| York United | 1 - 2 | Forge         | York Lions Stadium | 6 de noviembre | 12:00 |
| Edmonton    | 3 - 3 | Valour        | Clarke Stadium     | 6 de noviembre | 13:00 |

| HFX Wanderers | 1 - 1 | Atlético Ottawa | Wanderers Ground   | 7 de noviembre  | 14:00 |
| Cavalry       | 1 - 0 | Pacific         | ATCO Field         | 7 de noviembre  | 16:30 |
| York United   | 1 - 3 | Forge           | York Lions Stadium | 9 de noviembre  | 20:00 |
| Edmonton      | 1 - 0 | Forge           | Clarke Stadium     | 13 de noviembre | 15:00 |
| Forge         | 1 - 0 | Cavalry         | Tim Hortons Field  | 16 de noviembre | 19:00 |

## Play-offs
|  | Semifinales | Semifinales        | Semifinales |            |   | Final    | Final | Final |  |
|  |             |                    |             |            |   |          |       |       |  |
|  |             |                    |             |            |   |          |       |       |  |
|  | 1           | Forge FC           | 3           |            |   |          |       |       |  |
|  | 1           | Forge FC           | 3           |            |   |          |       |       |  |
|  | 4           | York United FC     | 1           |            |   |          |       |       |  |
|  | 4           | York United FC     | 1           |            | 1 | Forge FC | 0     |       |  |
|  |             |                    |             |            | 1 | Forge FC | 0     |       |  |
|  |             |                    | 3           | Pacific FC | 1 |          |       |       |  |
|  | 2           | Cavalry FC         | 3           | Pacific FC | 1 | 1        |       |       |  |
|  | 2           | Cavalry FC         |             |            |   | 1        |       |       |  |
|  | 3           | Pacific FC (t. s.) | 2           |            |   |          |       |       |  |
|  | 3           | Pacific FC (t. s.) | 2           |            |   |          |       |       |  |
|  |             |                    |             |            |   |          |       |       |  |

### Semifinales

#### Forge vs. York United
| 21 de noviembre de 2021 | Forge FC                                       | 3:1 (1:1) | York United FC | Tim Hortons Field, Hamilton |                          |
| 15:00 (UTC-4)           | Pacius 9' · Navarro 66' · Verhoeven 73' (a.g.) | Reporte   | Petrasso 38'   | Árbitro(s): Juan Márquez    | Árbitro(s): Juan Márquez |

#### Cavalry vs. Pacific
| 20 de noviembre de 2021 | Cavalry FC | 1:2 (1:1, 0:1) (t. s.) | Pacific FC                          | ATCO Field, Calgary             |                                 |
| 13:00 (UTC-4)           | Yao 47'    | Reporte                | Campbell 33' · Carducci 105' (a.g.) | Árbitro(s): Pierre-Luc Lauzière | Árbitro(s): Pierre-Luc Lauzière |

### Final

#### Forge vs Pacific
| 5 de diciembre de 2021 | Forge FC | 0:1 (0:0) | Pacific FC     | Tim Hortons Field, Hamilton |                          |
| 16:30 (UTC-4)          |          | Reporte   | Hojabrpour 59' | Árbitro(s): Yusri Rudolf    | Árbitro(s): Yusri Rudolf |

|                                |
| Bandera de Canadá              |
| Campeón Pacific FC 1.er título |

## Goleadores
- Actualizado el 5 de diciembre de 2021

| Jugador         | Equipo          | Goles |
| --------------- | --------------- | ----- |
| João Morelli    | HFX Wanderers   | 14    |
| Easton Ongaro   | Edmonton        | 12    |
| Terran Campbell | Pacific         | 11    |
| Malcolm Shaw    | Atlético Ottawa | 10    |
| Alejandro Díaz  | Pacific         | 10    |